# Burg Schnait
Als Burg Schnait wird eine abgegangene Burg in Schnait bezeichnet, einem Stadtteil der Großen Kreisstadt Weinstadt im Rems-Murr-Kreis.

## Name
Der ursprüngliche Name der Burg ist unbekannt. Um Verwechslungen mit der Burg am Kostdobelgraben zu vermeiden, wird die Burg in der Literatur nach ihren ehemaligen Besitzern auch Kusterdingers Burg oder Burg der Dürner von Dürnau bezeichnet.

## Geschichte
Wann die Burg erbaut wurde, ist unklar. Von der Befestigungsanlage haben sich Mitteilungen aus den Jahren 1535, 1580 und 1623 erhalten, allerdings war die Burg bereits 1535 schon gänzlich verfallen. Eigentümer sollen verschiedene Adelsgeschlechter gewesen sein. Genannt werden die Herren von Kusterdingen und die Dürner von Dürnau, ein Geschlecht aus Dürnau bei Göppingen (nicht zu verwechseln mit der Familie von Dürn). Neben den drei Schlösschen in Schnait soll die Burg später an das Geschlecht derer von Gaisberg gefallen sein. In der Folgezeit wurde die ruinierte Burg wohl zugunsten moderner Gebäude abgetragen.

Es ist ebenso unklar, wo sich die einstige Burg genau befand. Nach der Beschreibung des Oberamts Schorndorf von Rudolf Friedrich von Moser (1851) befand sich die Burg von Schnait „Oberhalb (von) Schnaith gegen Baach“. Vermutlich befand sich die Burg am südlichen Ortsausgang von Schnait, an der heutigen Buchhaldenstraße, welche nach Baach führt. Heute sind keine Überreste mehr zu sehen. Das in Frage kommende Gebiet ist modern überbaut.

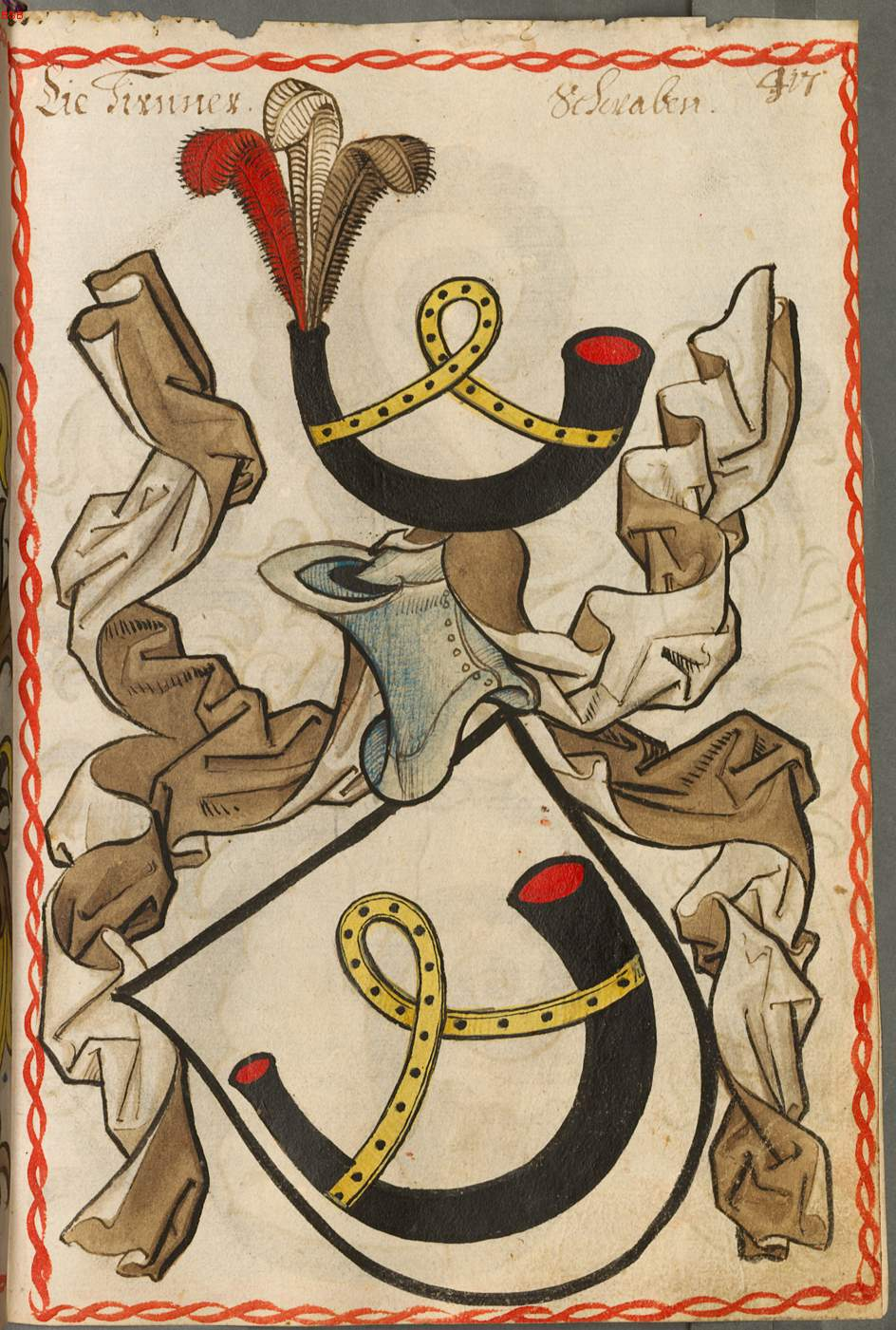
Wappen der Dürner von Dürnau
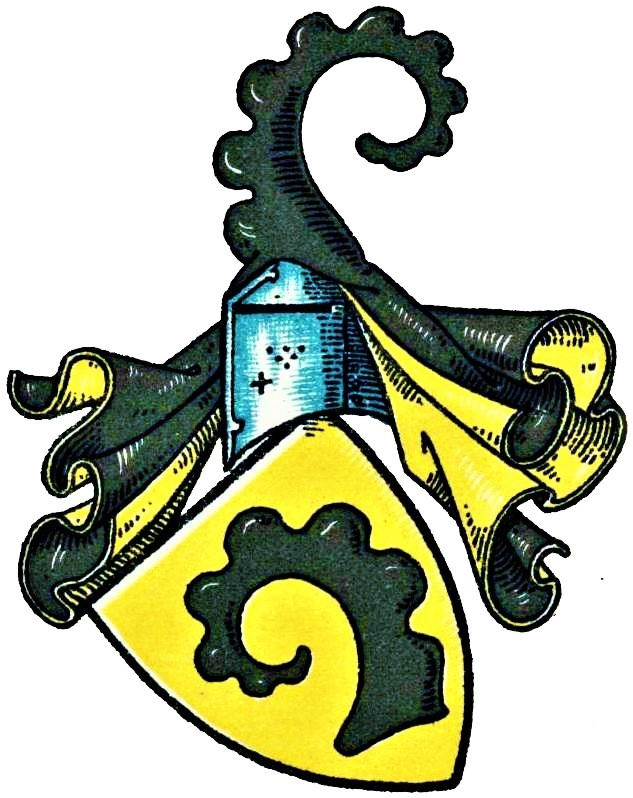
Wappen der Gaisberg